# Parfouru-l'Éclin
Parfouru-l'Éclin est une ancienne commune française du département du Calvados  et la région Basse-Normandie, associée à Livry du 1er janvier 1973 — par arrêté préfectoral du 30 décembre 1972 — au 31 décembre 2016, date à laquelle son territoire est définitivement intégré à celui de la commune déléguée de Livry lors de la création de la commune nouvelle de Caumont-sur-Aure.

## Toponymie
Le nom du village de Parfouru-l'Éclin est attesté sous les formes Parfouru en 1304, Parfouru l’Esquelin en 1309, Parfouru le Clain en 1675 et 1758. 
Ce toponyme pourrait être issu du latin profundus, « profond », et rivus, « ruisseau ».

## Démographie
| 1793 | 1800 | 1806 | 1821 | 1831 | 1836 | 1841 | 1846 | 1851 |
| ---- | ---- | ---- | ---- | ---- | ---- | ---- | ---- | ---- |
| 376  | 275  | 373  | 380  | 372  | 322  | 295  | 309  | 331  |

| 1856 | 1861 | 1866 | 1872 | 1876 | 1881 | 1886 | 1891 | 1896 |
| ---- | ---- | ---- | ---- | ---- | ---- | ---- | ---- | ---- |
| 300  | 302  | 301  | 296  | 270  | 278  | 253  | 263  | 245  |

| 1901 | 1906 | 1911 | 1921 | 1926 | 1931 | 1936 | 1946 | 1954 |
| ---- | ---- | ---- | ---- | ---- | ---- | ---- | ---- | ---- |
| 251  | 243  | 216  | 188  | 176  | 179  | 149  | 155  | 167  |

| 1962 | 1968 | 1975 | 1982 | 1990 | 1999 | 2010 | 2014 | - |
| ---- | ---- | ---- | ---- | ---- | ---- | ---- | ---- | - |
| 155  | 147  | -    | -    | -    | -    | 110  | 109  | - |

### Liste des maires
| Période                                  | Période | Identité | Étiquette | Qualité |
| ---------------------------------------- | ------- | -------- | --------- | ------- |
| Les données manquantes sont à compléter. |         |          |           |         |

| Période                                  | Période  | Identité   | Étiquette | Qualité |
| ---------------------------------------- | -------- | ---------- | --------- | ------- |
| ?                                        | En cours | Guy Pelvey |           |         |
| Les données manquantes sont à compléter. |          |            |           |         |

## Lieux et monuments

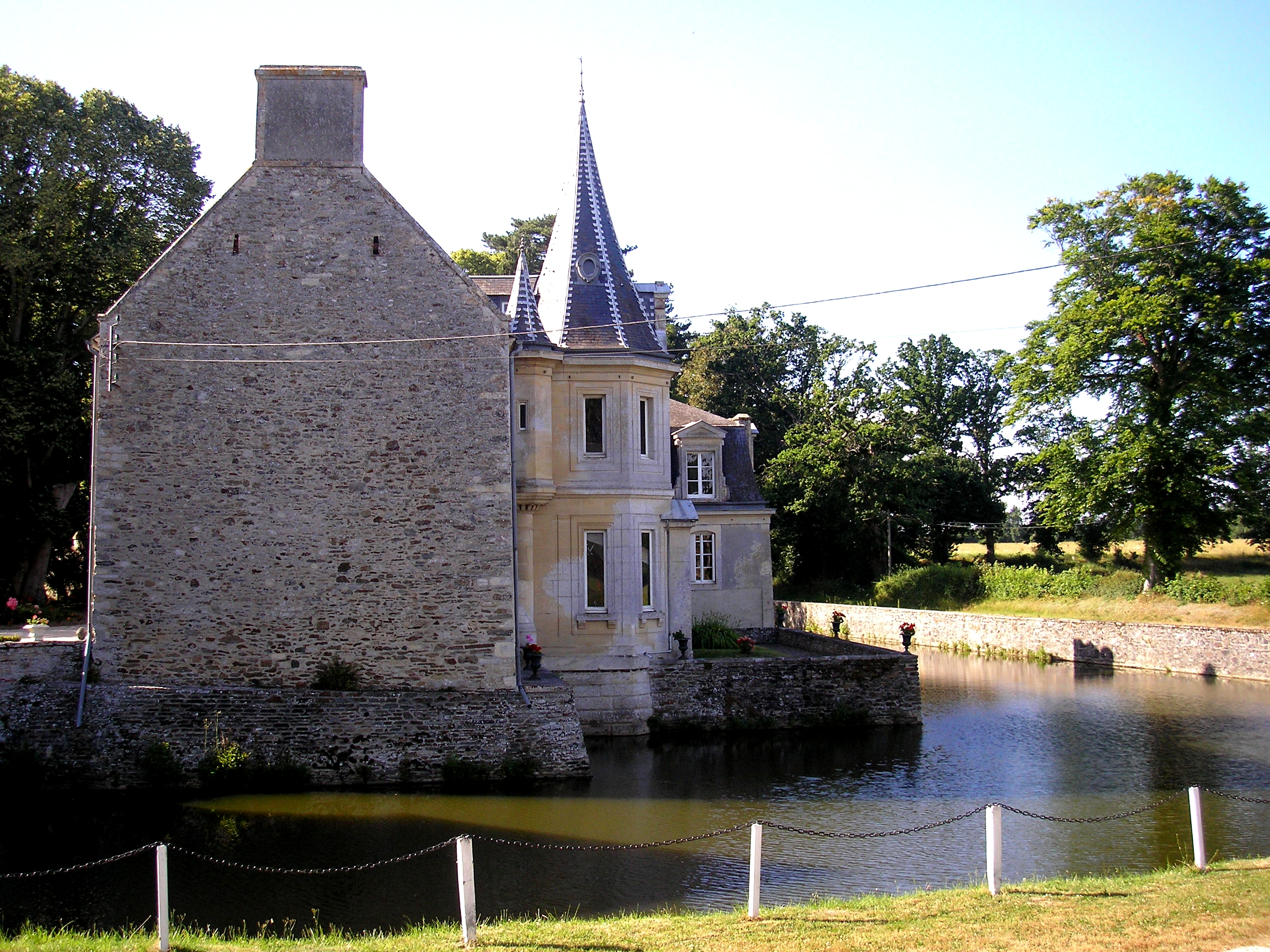
Le château de Parfouru.

- Église Saint-Martin de Parfouru-l'Éclin, des XIIIe et XIVe siècles. Le clocher et le pignon du chœur font l'objet d'un classement au titre des Monuments historiques depuis le 4 décembre 1913[7]. Elle abrite un vitrail (Meurtre de saint Thomas Becket) classé à titre d'objet[8].
- Château de Parfouru, du XIXe siècle.